# Achsarbek Gałazow
Achsarbek Chadżymurzajewicz Gałazow (ur. 15 października 1929 w Północnoosetyńskiej ASRR, zm. 10 kwietnia 2013) – prezydent Osetii Północnej od 1994 do 1998.

## Życiorys
Absolwent Północnoosetyńskiego Instytutu Pedagogicznego. Od 1976 do 1990 rektor Uniwersytetu Północnoosetyńskiego. Od 1990 do 1991 I sekretarz Północnoosetyńskiego Republikańskiego Komitetu KPZR. Od kwietnia do sierpnia 1991 I sekretarz Północnoosetyńskiej Republikańskiej Organizacji Partyjnej w Komunistycznej Partii RFSRR. Od marca 1990 do stycznia 1994 przewodniczący Rady Najwyższej Północnoosetyńskiej ASRR.